# ابن الجيعان
يحيى بن شاكر بن عبد الغني بن شاكر ابن ماجد أبو زكريا شرف الدين الشهير بابن الجيعان (814 - 885 هجرية= 1412 - 1480 ميلادية) أصله من دمياط ومولده ووفاته بالقاهرة. كان مستوفي ديوان الجيش(1) بمصر. وهو صاحب كتاب «التحفة السنية بأسماء البلاد المصرية» ولعل من تأليفه «القول المستظرف في سفر مولانا الملك الأشرف» ويسمى «تاريخ قايتباي» كما هو في طبعة أخرى. وجعل صاحب هدية العارفين الكتابين «التحفة»، و«القول المستظرف» من تأليف ابنه أحمد بن يحيى.